# Nye Samling af det Kongelige Danske Videnskabers Selskabs Skrifter
Nye Samling af det Kongelige Danske Videnskabers Selskabs Skrifter (abreviado Nye Saml. Kongel. Danske Vidensk. Selsk. Skr.) fue una reviosta con ilustraciones y descripciones botánicas que fue editada en Copenhague, y en la que se publicaron 5 números desde 1781 hasta 1799. Fue precedida por Skrifter, som udi del Kongelige Videnskabers Selskab ere Fremlagde, og nu til. Trykken Befordrede y reemplazada por Kongelige Danske Videnskabernes Selskabs Skrifter.